# Nachum Admoni
Nachum Admoni (hebrejsky: נחום אדמוני, narozen 21. listopadu 1929) byl v letech 1982 až 1989 ředitelem izraelské zpravodajské služby Mosad.

## Biografie
Narodil se v Jeruzalémě do rodiny polských imigrantů a studoval na gymnázium Rechavja. Ve válce za nezávislost bojoval v řadách rozvědky Hagany – Šaj a posléze v řadách vojenské zpravodajské služby Amanu. V roce 1949 opustil armádu v hodnosti poručíka a odešel studovat do Spojených států, kde na Kalifornské univerzitě v Berkley vystudoval mezinárodní vztahy. Po odpromování se v roce 1954 se vrátil zpět do Izraele a začal tento předmět vyučovat na škole zpravodajských služeb. Znovu také začal pracovat v Mosadu. Postupně byl nasazován Etiopii, Francii (60. léta) a v USA. V roce 1976 byl jmenován zástupcem ředitele Mosadu Jicchaka Chofiho.
Po Chofiho odvolání byl v roce 1982 jmenován do funkce ředitele této zpravodajské služby. Během jeho funkčního období čelil Mosad kritice za nečinnost ve věci špionáže vedené proti USA ze strany Lakamu (tzv. Pollardova aféra). Svůj post si udržel i po odhalení izraelské účasti v aféře Írángate a zveřejnění podrobností o únosu Mordechaje Vanunu agenty Mosadu z Itálie před soud do Izraele. Z funkce ředitele Mosadu Admoni odešel v roce 1989.
V srpnu 2006 byl izraelským premiérem Ehudem Olmertem jmenován předsedou vyšetřovací komise ustanovené k vyšetření obvinění vznesených proti izraelské vládě kvůli druhé libanonské válce.